# Харадзе, Русудан Лукьяновна
Русудан Лукьяновна Харадзе (груз. რუსუდან ხარაძე; 14 сентября 1909, Парцхнали, Имеретия — 15 февраля 1965) — советский грузинский этнограф, доктор исторических наук, старший научный сотрудник Института языка, истории и материальной культуры Грузинского филиала АН СССР.

## Биография
Родилась 14 сентября 1909 года в селе Парцхнали, сейчас Харагаульский муниципалитет, Имеретия, Грузия, в семье педагога. Старшая сестра — биолог Анна Харадзе (1905—1976).
В 1930 году окончила педагогический факультет Тбилисского государственного университета по специальности «язык и литература». В 1932—1933 годах paботала в отделе этнографии Государственного музея Грузии. В 1936 году окончила аспирантуру при Грузинском филиале Академии наук СССР (сейчас Национальная академия наук Грузии). В 1938 году защитила диссертацию и получила учёную степень кандидата исторических наук.
С 1936 года работала в Институте языка, истории и материальной культуры Грузинского филиала АН СССР (сейчас Институт истории и этнографии имени И. Джавахишвили) в качестве научного сотрудника, в 1938—1965 годах — в качестве старшего научного сотрудника отдела этнографии Грузии и отдела этнографии Кавказа.
С 1939 года на продолжении нескольких лет читала курс лекций по этнографии в Тбилисском государственном университете. В 1955 году защитила диссертацию «Грузинская семейная община (по этнографическим материалам)» и получила учёную степень доктора исторических наук; стала первой советской женщиной-этнографов, получившей эту степень.
Умерла 15 февраля 1965 года в возрасте 55 лет.

## Научная деятельность
Является автором более 40 научных работ, в том числе посвящённых древним формам социальных взаимоотношений народов Кавказа, в частности, вопросам пережитков родового быта, форм семьи и сельской общины.
Под руководством Харадзе на протяжении более 30 лет было осуществлено множество научных экспедиций по Грузии и другим горным регионам Кавказа.

## Награды
- Заслуженный деятель наук Грузинской ССР (1960)[3]